# Середні Чубурки
Середні Чубурки — хутір в Кущевському районі Краснодарського краю. Центр Середньочубуркського сільського поселення.
Населення — 2 379 мешканців (2002).
Хутір розташовано за 27 км на північний захід від райцентру станиці Кущевська. 